# Arterite de Takayasu
A arterite de Takayasu, doença sem pulso ou síndrome do arco aórtico é uma doença inflamatória rara de causa desconhecida que afeta a aorta e seus ramos. Embora já tenha sido relatada em todo o mundo, ela mostra uma predileção por mulheres jovens de descendência asiática ou mexicana. Afeta oito vezes mais mulheres que homens. A idade de surgimento geralmente está entre os 15 e 30 anos.
Foi nomeada em homenagem ao médico Mikoto Takayasu, que a descreveu primeiramente em 1908. Afeta entre dois e três em cada milhão de habitantes a cada ano.

## Causas
A arterite de Takayasu é uma vasculite crônica desencadeada por uma reação autoimune em pessoas com predisposição genética.  Acomete principalmente a aorta e seus ramos principais, as artérias maiores do corpo, levando ao espessamento inflamatório e ao dano da parede dos vasos, com subsequente estenose ou formação de aneurisma. Raramente afeta outras artérias, como as coronárias, renais, mesentéricas ou femorais.

## Sinais e sintomas
Na primeira fase, pode durar anos e é caracterizada por:
- Fadiga
- Perda de peso não intencional
- Dores generalizadas
- Febre baixa

A segunda fase começa quando a obstrução das artérias impede a oxigenação e nutrição adequada dos tecidos e pode incluir:
- Fraqueza ou dor em seus membros após esforço
- Vertigens, tonturas ou desmaios
- Dores de cabeça ou no peito
- Problemas de memória e dificuldade para raciocinar
- Falta de ar
- Alterações visuais[5]
- Hipertensão arterial
- Diferença na pressão arterial entre os braços
- Ausência de um ou ambos pulsos radiais
- Poucas células vermelhas do sangue (anemia)
- Ruído arterial (sopro) no foco aórtico (auscultado com estetoscópio)

## Diagnóstico
Durante o exame físico uma diferença entre os pulsos radiais esquerda e direita podem ser percebidos, geralmente um dos pulsos está ausente e o outro aumentado. A estenose dos ramos da aorta afetados pode ser auscultada. Estudos de imagem (como ressonância magnética, raios-X e angiogramas), que mostram a localização e a gravidade da inflamação e aneurismas nas artérias.

## Tratamento
A primeira linha de medicamentos é um corticosteroide, como prednisona, para inibir a resposta inflamatória. A dose é reduzida gradualmente até o mínimo necessário para reduzir os sintomas. Se não for bem tolerado pode-se usar imunossupressores como o metotrexato (Trexall) ou azatioprina (Azasan, Imuran) como alternativa. Cirurgias para reparar aneurismas (bypass), para reparar válvulas (valvuloplastia) ou melhor o fluxo inserindo um cateter com balão nos vasos afetados (Angioplastia percutânea) também podem ser necessários nas fases mais avançadas. 